# أنطون كيزيليوف
أنطون كيزيليوف (بالروسية: Киселёв, Антон Викторович)‏ هو لاعب كرة قدم روسي في مركز الوسط، ولد في 5 نوفمبر 1986 في بارناول في روسيا. لعب مع دينامو بارنول ولوخ إينيرجيا فلاديفوستوك ونادي كوبان كراسنودار.

## وصلات خارجية
- أنطون كيزيليوف على موقع قاعدة بيانات كرة القدم.إي يو (الإنجليزية)
- أنطون كيزيليوف على موقع Soccerway.com (الإنجليزية)